# Pantanali macska
A pantanali macska (Leopardus braccatus) a ragadozók (Carnivora) rendjébe, azon belül a macskafélék (Felidae) családjába tartozó faj.
Egyes rendszerezések szerint a csíkos pampamacska (Leopardus colocolo) alfaja, Leopardus colocolo braccatus néven.

## Megjelenése
A pantanali macska közepes méretű macskaféle, fej-testhossza 52-56 centiméter, a farok hossza pedig 23-33 centiméter, így kisebb, mint a csíkos pampamacska. Alapszíne barna, a test oldalait elmosódott ferde, kissé sötétebb barna vonalak tarkítják. Ezek a vonalak feltűnőbbek a fiataloknál, és elhalványulnak a felnőtt állatoknál. Hátvonala sötétbarna-fekete. Az alsó állkapocs és az orr alatti terület fehér vagy világosbarna. A lábak feketés színűek, a farok egyenletesen barnás, gyűrűk nélkül, a vége fekete. Vannak melanisztikus, azaz teljesen fekete példányok is.

## Előfordulása
Brazíliában és Argentína északi részén, a világ legnagyobb mocsárvidékén, a Pantanalban honos, nevét is innen kapta. Mezőgazdasági területekről is feljegyezték, ezért valószínűleg korlátozottan tűri az ember jelenlétét.

## Életmódja
A pantanali macska nappali életmódú és magányos. Földön fészkelő madarakkal, kis gyíkokkal, tengerimalacformákkal és kígyókkal táplálkozik. Területének mérete körülbelül 3 és 37 km között van. Brazíliából ismertek pantanali macska-oncilla hibridek.

## Rendszertani helyzete
A fajt nem sokkal halála előtt az amerikai tudós Edward Drinker Cope írta le Felis braccata néven; ezután sokáig a csíkos pampamacska alfajának számított. Rosa García-Perea spanyol zoológus 1994-ben a pampamacskát három fajra osztotta: Lynchailurus braccatus, L. colocolo, L. pajeros, és a Nyikolai Szevercov orosz természettudós által bevezetett Lynchailurus nembe kerültek. A pampamacskák vizsgált mintáin belül olyan részleteket találtak, amelyek az egymáshoz közel élő macskák szorosabb rokonságát mutatják, de ezek nem estek egybe a García-Perea által leírt fajokkal. A három fajra való felosztást a Mammal Species of the World, egy 2005-ben megjelent szabványos mű elfogadta, de a három fajt a Leopardus nembe sorolták be. A törzsalak mellett az Uruguayból és Dél-Brazíliából származó Leopardus braccatus munoai alfajt említették meg; a Handbook of the Mammals of the World-ben, egy másik szabványos műben a Leopardus braccatus a csíkos pampamacska alfaja volt, és az IUCN/SSC Cat Specialist Group is Leopardus colocolo braccatus néven említi. A Természetvédelmi Világszövetség macskafélék osztályozásáról szóló 2017-ben közzétett áttekintésében hangsúlyozza, hogy a csíkos pampamacska egyes alfajai esetleg a jövőben további vizsgálatok után önálló faji státuszt kaphatnak. A pampamacska-csoport 2020 júniusában közzétett áttekintésében a Leopardus braccatus faji státuszát végül megerősítették, miután a csoportban öt kládot találtak, amelyek koponyájuk morfológiájában, szőrzetük színében és genomjukban különböznek, és amelyek elterjedése is eltér.

### Alfajok
Amennyiben a pantanali macska önálló faj, a következő alfajait tartják számon; a L. b. munoai talán önálló faj lehet.
- Leopardus braccatus braccatus Cope, 1889
- Muñoa-pampamacska (Leopardus braccatus munoai) Ximenez, 1961 - egyesek önálló fajnak tekintik[12][8]